# Waptia fieldensis
Genre
Espèce
Waptia fieldensis est une espèce éteinte de crustacés, découverte dans les schistes de Burgess datés du Cambrien moyen, il y a environ 505 Ma.

## Description
Waptia possédait une carapace bivalve et ressemblait superficiellement à une variation sur le plan corporel à Perspicaris. Cependant, il devait avoir occupé une place différente dans la chaîne alimentaire. La faible composition de sa mâchoire nous indique qu'il avait probablement passé la plupart de son temps sur le fond marin, en quête de nourriture. Sa mobilité limitée (comparée à celle de Perspicaris) eut comme conséquence beaucoup plus de spécimens enterrés dans les schistes de Burgess. Sa taille habituelle était d’environ 8 cm.

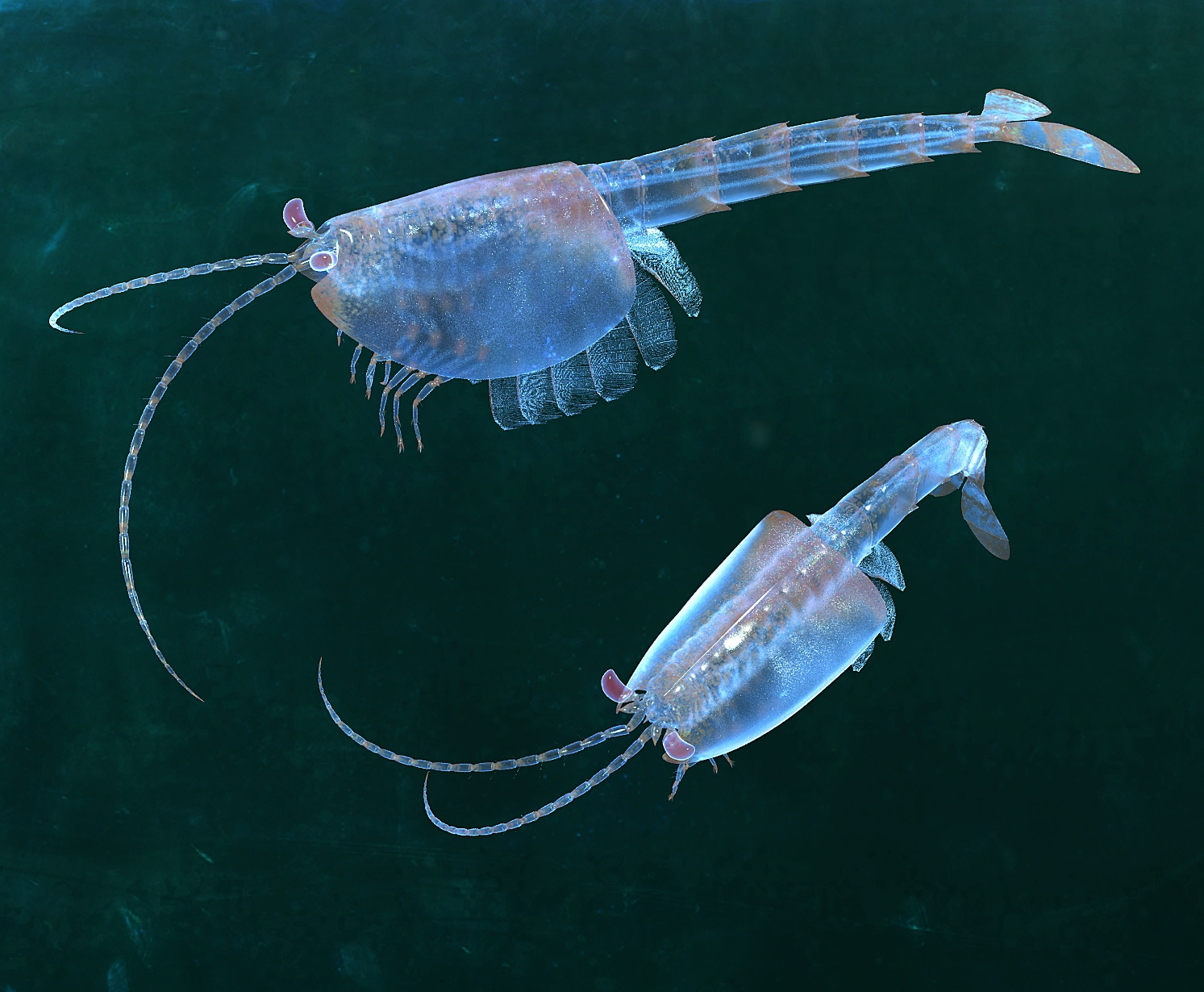
Image de reconstitution.